# NGC 5942
NGC 5942 ist eine 14,3 mag helle, linsenförmige Galaxie vom Hubble-Typ E-S0 im Sternbild Schlange. Sie gehört zu den drei in der Nummerierung der modernen Astronomie umstrittenen Mitgliedern der Hickson Compact Group 76 und wurde am 19. April 1887 von Lewis A. Swift entdeckt.